# Хо Джон Му
Хо Джон Му (кор. 허정무, нар. 13 січня 1955, Чіндо, Південна Корея) — південнокорейський футболіст, що грав на позиції півзахисника. Виступав, зокрема, за ПСВ та «Ульсан Хьонде», а також національну збірну Південної Кореї. За жорсткий і енергійний стиль гри, його прозвали «Джиндо» — порода собаки-мисливця, яка була виведена в рідному місті Хо.
По завершенні ігрової кар'єри — тренер. Тренував низку корейських клубів, а також місцеву національну збірну, яку виводив на чемпіонат світу 2010 року.

## Клубна кар'єра
Займався футболом в університеті Йонсей.
У дорослому футболі дебютував 1978 року виступами за команду «Кореа Електрік Пауер», в якій провів два сезони. Також у період служби в збройних силах грав за команду корпусу морської піхоти.
Своєю грою за цю команду привернув увагу представників тренерського штабу клубу ПСВ, до складу якого приєднався 1980 року. Відіграв за команду з Ейндговена наступні три сезони своєї ігрової кар'єри. Більшість часу, проведеного у складі ПСВ, був основним гравцем команди. В той час він був один з небагатьох корейських гравців, хто виступав у європейських чемпіонатах.
1983 року перейшов до клубу «Ульсан Хьонде», за який відіграв 3 сезони. Завершив професійну кар'єру футболіста виступами за команду «Ульсан Хьонде» у 1986 році.

## Виступи за збірну
1974 року дебютував в офіційних матчах у складі національної збірної Південної Кореї.
У складі збірної був учасником кубка Азії з футболу 1984 року у Сінгапурі та чемпіонату світу 1986 року у Мексиці, де забив один гол в матчі проти збірної Італії.
Протягом кар'єри у національній команді, яка тривала 13 років, провів у формі головної команди країни 89 матчів, забивши 29 голів.

## Кар'єра тренера
Розпочав тренерську кар'єру невдовзі по завершенні кар'єри гравця, 1989 року, увійшовши до тренерського штабу збірної Південної Кореї. Після цього також асистентом працював у клубах «ПОСКО Атомс» та «Ульсан Хьонде».
Його першим клубом на посаді головного тренер став «Пхохан Атомс», який Хо тренував в 1993-1995 роках. За цей час клуб виграв Кубок південнокорейської ліги в 1993 році і став віце-чемпіоном Південної Кореї у 1995 році.
У 1995 році Хо кілька місяців був тренером збірної Південної Кореї, а 1996 року був призначений тренером команди «Чоннам Дрегонс». У 1997 році він виграв з командою Кубок Південної Кореї, а також знову став віце-чемпіоном Південної Кореї.
У 1998 році фахівець знову став тренером збірної Південної Кореї. У 2000 році він брав участь з командою в розіграші Золотого кубка КОНКАКАФ 2000 року у США та кубку Азії з футболу 2000 року у Лівані. Виклик в збірну багатьох маловідомих молодих гравців замість «старих зірок» викликав велику хвилю критики тренера. І після невдалого виступу на Олімпійських іграх 2000 року Хо Джон Му був замінений на Гуса Гіддінка.
У 2001-2004 роках він працював у футбольному центрі «Йонгін», а в 2005 році знову очолив «Чоннам Дрегонс». У 2006 і в 2007 роках з клубом він виграв чемпіонат Південної Кореї.
2007 року Хо знову прийняв пропозицію попрацювати зі збірною Південної Кореї. У листопаді 2009 року, АФК визнала Хо Джон Му тренером року, після 27 матчів поспіль національної команди без поразок. Хо вивів команду на чемпіонат світу 2010 року у ПАР, де південнокорейці дійшли до 1/8 фіналу. Залишив збірну Південної Кореї 2010 року.
Наразі останнім місцем тренерської роботи був клуб «Інчхон Юнайтед», головним тренером якого Хо Джон Му був з 2010 по 2012 рік.
| Дата       | Місто        | Господарі         | Результат             | Гості             | Турнір                     | Голи | Примітки |
| ---------- | ------------ | ----------------- | --------------------- | ----------------- | -------------------------- | ---- | -------- |
| 11-12-1974 | Бангкок      | Південна Корея    | 4 – 0                 | Індонезія         | Королівський кубок 1974    | -    | 54'      |
| 13-12-1974 | Бангкок      | Південна Корея    | 2 – 1                 | Камбоджа          | Королівський кубок 1974    | -    |          |
| 15-12-1974 | Бангкок      | Південна Корея    | 2 – 2                 | Південний В'єтнам | Королівський кубок 1974    | -    | 34'      |
| 20-12-1974 | Бангкок      | Таїланд           | 1 – 3                 | Південна Корея    | Королівський кубок 1974    | 1    | 91'      |
| 25-12-1974 | Гонконг      | Південна Корея    | 3 – 1                 | Індонезія         | Гонконзький турнір         | -    |          |
| 16-3-1975  | Бангкок      | Малайзія          | 2 – 1                 | Південна Корея    | Відбір до Кубка Азії 1976  | -    |          |
| 19-3-1975  | Бангкок      | Південна Корея    | 1 – 0                 | Південний В'єтнам | Відбір до Кубка Азії 1976  | -    |          |
| 22-3-1975  | Бангкок      | Південна Корея    | 1 – 0                 | Індонезія         | Відбір до Кубка Азії 1976  | -    |          |
| 16-5-1975  | Сеул         | Південна Корея    | 1 – 0                 | Ліван             | Президентський кубок 1975  | -    |          |
| 22-5-1975  | Сеул         | Південна Корея    | 1 – 0                 | Бірма             | Президентський кубок 1975  | 1    |          |
| 8-9-1975   | Сеул         | Південна Корея    | 3 – 0                 | Японія            | Korea-Japan Annual Match   | -    | 72'      |
| 4-1-1976   | Бангкок      | Південна Корея    | 1 – 0                 | Бірма             | Королівський кубок 1975    | -    | 45'      |
| 4-12-1976  | Токіо        | Японія            | 1 – 2                 | Південна Корея    | Korea-Japan Annual Match   | 1    | 26'      |
| 15-12-1976 | Бангкок      | Таїланд           | 2 – 1                 | Південна Корея    | King's Cup 1976            | -    |          |
| 17-12-1976 | Бангкок      | Південна Корея    | 4 – 0                 | Сінгапур          | King's Cup 1976            | -    | 45'      |
| 14-2-1977  | Сінгапур     | Сінгапур          | 0 – 4                 | Південна Корея    | товариський матч           | 1    | 46'      |
| 18-2-1977  | Манама       | Бахрейн           | 1 – 4                 | Південна Корея    | товариський матч           | 2    |          |
| 20-2-1977  | Манама       | Бахрейн           | 1 – 1                 | Південна Корея    | товариський матч           | 1    | 45'      |
| 27-2-1977  | Тель-Авів    | Ізраїль           | 0 – 0                 | Південна Корея    | Відбір до ЧС 1978          | -    | 46'      |
| 20-3-1977  | Сеул         | Південна Корея    | 3 – 1                 | Ізраїль           | Відбір до ЧС 1978          | -    |          |
| 26-3-1977  | Токіо        | Японія            | 0 – 0                 | Південна Корея    | Відбір до ЧС 1978          | -    |          |
| 3-4-1977   | Сеул         | Південна Корея    | 1 – 0                 | Японія            | Відбір до ЧС 1978          | -    |          |
| 15-6-1977  | Сеул         | Південна Корея    | 2 – 1                 | Японія            | Korea-Japan Annual Match   | -    | 46'      |
| 26-6-1977  | Гонконг      | Гонконг           | 0 – 1                 | Південна Корея    | Відбір до ЧС 1978          | -    | 40'      |
| 3-7-1977   | Пусан        | Південна Корея    | 0 – 0                 | Іран              | Відбір до ЧС 1978          | -    |          |
| 17-7-1977  | Куала-Лумпур | Південна Корея    | 4 – 0                 | Лівія             | Pestabola Merdeka 1977     | 3    |          |
| 20-7-1977  | Куала-Лумпур | Південна Корея    | 4 – 1                 | Таїланд           | Pestabola Merdeka 1977     | -    |          |
| 24-7-1977  | Куала-Лумпур | Південна Корея    | 4 – 0                 | Бірма             | Pestabola Merdeka 1977     | -    |          |
| 26-7-1977  | Куала-Лумпур | Малайзія          | 1 – 1                 | Південна Корея    | Pestabola Merdeka 1977     | 1    |          |
| 28-7-1977  | Куала-Лумпур | Ірак              | 1 – 1                 | Південна Корея    | Pestabola Merdeka 1977     | -    |          |
| 31-7-1977  | Куала-Лумпур | Південна Корея    | 1 – 0                 | Ірак              | Pestabola Merdeka 1977     | -    | 46'      |
| 27-8-1977  | Сідней       | Австралія         | 1 – 2                 | Південна Корея    | Відбір до ЧС 1978          | -    |          |
| 3-9-1977   | Сеул         | Південна Корея    | 5 – 1                 | Таїланд           | 1977 President's Cup       | 2    |          |
| 5-9-1977   | Тегу         | Південна Корея    | 3 – 0                 | Індія             | 1977 President's Cup       | 2    | 58'      |
| 9-10-1977  | Сеул         | Південна Корея    | 1 – 0                 | Кувейт            | Відбір до ЧС 1978          | -    | 44'      |
| 23-10-1977 | Сеул         | Південна Корея    | 1 – 0                 | Австралія         | Відбір до ЧС 1978          | -    |          |
| 5-11-1977  | Ель-Кувейт   | Кувейт            | 2 – 2                 | Південна Корея    | Відбір до ЧС 1978          | -    |          |
| 11-11-1977 | Тегеран      | Іран              | 2 – 2                 | Південна Корея    | Відбір до ЧС 1978          | -    | 45'      |
| 4-12-1977  | Пусан        | Південна Корея    | 5 – 2                 | Гонконг           | Відбір до ЧС 1978          | 1    |          |
| 12-7-1978  | Куала-Лумпур | Малайзія          | 1 – 3                 | Південна Корея    | Pestabola Merdeka 1978     | -    |          |
| 14-7-1978  | Куала-Лумпур | Південна Корея    | 3 – 0                 | Таїланд           | Pestabola Merdeka 1978     | -    |          |
| 22-7-1978  | Куала-Лумпур | Південна Корея    | 2 – 0                 | Ірак              | Pestabola Merdeka 1978     | -    | 45'      |
| 27-7-1978  | Куала-Лумпур | Сирія             | 0 – 2                 | Південна Корея    | Pestabola Merdeka 1978     | -    |          |
| 29-7-1978  | Куала-Лумпур | Південна Корея    | 2 – 0                 | Ірак              | Pestabola Merdeka 1978     | -    |          |
| 11-9-1978  | Пусан        | Південна Корея    | 2 – 2                 | Малайзія          | 1978 President's Cup       | -    |          |
| 13-9-1978  | Тегу         | Південна Корея    | 3 – 1                 | Бахрейн           | 1978 President's Cup       | 1    | 45'      |
| 11-12-1978 | Бангкок      | Бахрейн           | 1 – 5                 | Південна Корея    | Літні Азійські ігри 1978   | -    |          |
| 13-12-1978 | Бангкок      | Південна Корея    | 2 – 0                 | Кувейт            | Літні Азійські ігри 1978   | 1    |          |
| 15-12-1978 | Бангкок      | Японія            | 1 – 3                 | Південна Корея    | Літні Азійські ігри 1978   | -    |          |
| 17-12-1978 | Бангкок      | КНР               | 0 – 1                 | Південна Корея    | Літні Азійські ігри 1978   | -    |          |
| 18-12-1978 | Бангкок      | Південна Корея    | 1 – 0                 | Малайзія          | Літні Азійські ігри 1978   | -    |          |
| 19-12-1978 | Бангкок      | Таїланд           | 1 – 3                 | Південна Корея    | Літні Азійські ігри 1978   | -    | 45'      |
| 20-12-1978 | Бангкок      | Північна Корея    | 0 – 0                 | Південна Корея    | Літні Азійські ігри 1978   | -    |          |
| 25-12-1978 | Маніла       | Південна Корея    | 4 – 1                 | Макао             | Відбір до Кубка Азії 1980  | 1    |          |
| 27-12-1978 | Маніла       | Філіппіни         | 0 – 5                 | Південна Корея    | Відбір до Кубка Азії 1980  | -    |          |
| 29-12-1978 | Маніла       | Південна Корея    | 1 – 0                 | КНР               | Відбір до Кубка Азії 1980  | 1    |          |
| 4-3-1979   | Токіо        | Японія            | 2 – 1                 | Південна Корея    | Korea-Japan Annual Match   | -    | 46'      |
| 16-6-1979  | Сеул         | Південна Корея    | 4 – 1                 | Японія            | Korea-Japan Annual Match   | -    |          |
| 8-9-1979   | Сеул         | Південна Корея    | 8 – 0                 | Судан             | Президентський кубок 1979  | 1    |          |
| 12-9-1979  | Тегу         | Південна Корея    | 6 – 0                 | Шрі-Ланка         | Президентський кубок 1979  | 1    |          |
| 14-9-1979  | Чхонджу      | Південна Корея    | 5 – 1                 | Бахрейн           | Президентський кубок 1979  | -    | 45'      |
| 16-9-1979  | Інчхон       | Південна Корея    | 9 – 0                 | Бангладеш         | 1979 President's Cup       | 3    | 46'      |
| 1-2-1980   | Джидда       | Саудівська Аравія | 0 – 0                 | Південна Корея    | товариський матч           | -    |          |
| 26-2-1980  | Лос-Анджелес | Мексика           | 0 – 1                 | Південна Корея    | товариський матч           | -    |          |
| 4-10-1984  | Сеул         | Південна Корея    | 5 – 0                 | Камерун           | товариський матч           | -    | 45'      |
| 10-10-1984 | Колката      | Південна Корея    | 6 – 0                 | Північний Ємен    | Відбір до Кубка Азії 1984  | -    |          |
| 13-10-1984 | Колката      | Пакистан          | 0 – 6                 | Південна Корея    | Відбір до Кубка Азії 1984  | -    |          |
| 16-10-1984 | Колката      | Південна Корея    | 0 – 0                 | Малайзія          | Відбір до Кубка Азії 1984  | -    |          |
| 19-10-1984 | Колката      | Індія             | 0 – 1                 | Південна Корея    | Відбір до Кубка Азії 1984  | -    |          |
| 2-12-1984  | Сінгапур     | Саудівська Аравія | 1 – 1                 | Південна Корея    | Кубок Азії 1984 - 1-й етап | -    |          |
| 5-12-1984  | Сінгапур     | Південна Корея    | 0 – 0                 | Кувейт            | Кубок Азії 1984 - 1-й етап | -    |          |
| 7-12-1984  | Сінгапур     | Сирія             | 1 – 0                 | Південна Корея    | Кубок Азії 1984 - 1-й етап | -    |          |
| 10-12-1984 | Сінгапур     | Південна Корея    | 0 – 1                 | Катар             | Кубок Азії 1984 - 1-й етап | -    |          |
| 2-3-1985   | Катманду     | Непал             | 0 – 2                 | Південна Корея    | Відбір до ЧС 1986          | -    |          |
| 10-3-1985  | Куала-Лумпур | Малайзія          | 1 – 0                 | Південна Корея    | Відбір до ЧС 1986          | -    |          |
| 6-4-1985   | Сеул         | Південна Корея    | 4 – 0                 | Непал             | Відбір до ЧС 1986          | 2    |          |
| 19-5-1985  | Сеул         | Південна Корея    | 2 – 0                 | Малайзія          | Відбір до ЧС 1986          | -    | 76'      |
| 21-7-1985  | Сеул         | Південна Корея    | 2 – 0                 | Індонезія         | Відбір до ЧС 1986          | -    | 39'      |
| 30-7-1985  | Джакарта     | Індонезія         | 1 – 4                 | Південна Корея    | Відбір до ЧС 1986          | 1    | 56'      |
| 3-11-1985  | Сеул         | Південна Корея    | 1 – 0                 | Японія            | Відбір до ЧС 1986          | 1    | 46'      |
| 16-2-1986  | Гонконг      | Південна Корея    | 1 – 3                 | Парагвай          | Гонконзький турнір         | -    |          |
| 2-6-1986   | Мехіко       | Аргентина         | 3 – 1                 | Південна Корея    | ЧС 1986 - 1-й етап         | -    | 44'      |
| 5-6-1986   | Мехіко       | Південна Корея    | 1 – 1                 | Болгарія          | ЧС 1986 - 1-й етап         | -    |          |
| 10-6-1986  | Пуебла       | Південна Корея    | 2 – 3                 | Італія            | ЧС 1986 - 1-й етап         | 1    |          |
| 20-9-1986  | Пусан        | Південна Корея    | 3 – 0                 | Індія             | Літні Азійські ігри 1986   | -    |          |
| 24-9-1986  | Пусан        | Південна Корея    | 0 – 0                 | Бахрейн           | Літні Азійські ігри 1986   | -    |          |
| 28-9-1986  | Пусан        | КНР               | 2 – 4                 | Південна Корея    | Літні Азійські ігри 1986   | -    |          |
| 1-10-1986  | Пусан        | Південна Корея    | 1 – 1 д.ч. (5-4 п.п.) | Іран              | Літні Азійські ігри 1986   | -    | 41', 48' |
| 5-10-1986  | Сеул         | Південна Корея    | 2 – 0                 | Саудівська Аравія | Літні Азійські ігри 1986   | -    |          |
| Усього     |              | Матчів            | 89                    |                   | Голів                      | 29   |          |

## Титули і досягнення
Гравець
- Переможець Азійських ігор: 1978, 1986

Тренер
- Бронзовий призер Кубка Азії: 2000
- Переможець Кубка Східної Азії: 2008